# إيفان ولفسون
إيفان ولفسون (بالإنجليزية: Evan Wolfson)‏ هو كاتب ومحامي أمريكي، ولد في 4 فبراير 1957 في بروكلين في الولايات المتحدة.